# Stefon Diggs
Pour les articles homonymes, voir Diggs (homonymie).
(en) Statistiques sur pro-football-reference
Stefon Diggs, né le 29 novembre 1993 à Gaithersburg, est un sportif professionnel américain de football américain évoluant au poste de wide receiver dans la National Football League (NFL) depuis la saison 2015 et jouant actuellement pour les Texans de Houston.
Au niveau universitaire, il a joué pour les Terrapins de l'université du Maryland pendant trois saisons (2012-2014) dans la NCAA Division I FBS et sa Big Ten Conference.
Sélectionné au 5e tour de la draft 2012 de la NLF par la franchise des Vikings du Minnesota (2015–2019), il rejoint les Bills de Buffalo (2020–2023) où il est sélectionné à quatre reprises pour le Pro Bowl. Il y est également sélectionné dans la première équipe All-Pro en 2020 et dans la deuxième en 2022. Il est le meilleur receveur de la NFL en 2020 au nombre de réceptions réussies et au nombre de yards gagnés en réceptions. Le 3 avril 2024, il est échangé par les Bills avec un choix de 5e tour de la draft 2024 et un choix de 6e tour de la draft 2025, aux Texans de Houston en échange d'un deuxième tour de draft 2024.

## Biographie

### Carrière universitaire
Il a joué de 2012 à 2014 pour les Terrapins du Maryland, équipe représentant l'Université du Maryland.

### Carrière professionnelle
Il renonce à une quatrième et dernière saison universitaire et il se déclare éligible à la draft 2015 de la NFL. Il est sélectionné par les Vikings du Minnesota au cinquième tour, au 146e rang.
En juillet 2018, il signe une prolongation de contrat pour cinq saisons avec les Vikings.
Le 16 mars 2020, il est échangé aux Bills de Buffalo avec choix de septième tour de la draft 2020 contre des choix de premier, cinquième et sixième tours en 2020, ainsi qu'un choix de quatrième tour de la draft 2021,.

## Statistiques
| Année              | Équipe               | MJ  |                | Passes réceptionnées | Passes réceptionnées | Passes réceptionnées | Passes réceptionnées |                | Courses        | Courses        | Courses | Courses |  | Fumbles | Fumbles |
| Année              | Équipe               | MJ  | Nb.            | Yards                | Moy.                 | TD                   | Nb.                  | Yards          | Moy.           | TD             | Nb.     | Perdus  |  |         |         |
| 2015               | Vikings du Minnesota | 13  | 052            | 0 720                | 13,8                 | 04                   | 03                   | 13             | 04,3           | 0              | 2       | 0       |  |         |         |
| 2016               | Vikings du Minnesota | 13  | 084            | 0 903                | 10,8                 | 03                   | 03                   | 10             | 03,3           | 0              | 0       | 0       |  |         |         |
| 2017               | Vikings du Minnesota | 14  | 064            | 0 849                | 12,4                 | 08                   | 08                   | 13             | 01,6           | 0              | 0       | 0       |  |         |         |
| 2018               | Vikings du Minnesota | 15  | 102            | 1 021                | 10,0                 | 09                   | 10                   | 62             | 06,2           | 0              | 0       | 0       |  |         |         |
| 2019               | Vikings du Minnesota | 15  | 063            | 1 130                | 17,9                 | 06                   | 05                   | 61             | 12,2           | 0              | 4       | 3       |  |         |         |
| 2020               | Bills de Buffalo     | 16  | 127            | 1 535                | 12,1                 | 08                   | 01                   | 01             | 01,0           | 0              | 0       | 0       |  |         |         |
| 2021               | Bills de Buffalo     | 17  | 103            | 1 225                | 11,9                 | 10                   | 0                    | 0              | 00,0           | 0              | 0       | 0       |  |         |         |
| 2022               | Bills de Buffalo     | 16  | 108            | 1 429                | 13,2                 | 11                   | 01                   | - 3            | - 3,0          | 0              | 1       | 0       |  |         |         |
| 2023               | Bills de Buffalo     | 17  | 107            | 1 183                | 11,1                 | 08                   | 01                   | 05             | 04,0           | 0              | 2       | 1       |  |         |         |
| 2024               | Texans de Houston    | ?   | Saison à venir | Saison à venir       | Saison à venir       | Saison à venir       | Saison à venir       | Saison à venir | Saison à venir | Saison à venir |         |         |  |         |         |
| Totaux en carrière | Totaux en carrière   | 136 | 810            | 9 995                | 12,3                 | 67                   | 32                   | 162            | 5,1            | 0              | 10      | 4       |  |         |         |